# استان سانتا النا
استان سانتا النا (به اسپانیایی: Santa Elena Province) یک استان در اکوادور است که در اکوادور واقع شده‌است.

## خصوصیات
استان سانتا النا ۳٬۶۹۰٫۱۷ کیلومترمربع مساحت و ۳۰۸٬۶۹۳ نفر جمعیت دارد.